# Бернхезе
Бернхезе (на нидерландски: Bernheze) е селище в южна Нидерландия, провинция Северен Брабант. Населението му е 30 550 души (по приблизителна оценка от януари 2018 г.).
Разположено е на 9 m надморска височина в южния край на Делтата на Рейн-Маас-Схелде, на 30 km северно от Ейндховен и на 15 km източно от Хертогенбос. Общината е образувана през 1994 година с обединяването на селищата Хес, Хесвейк-Динтер и Нистелроде.